# Lebensmittelbräunung
Lebensmittelbräunung bezeichnet die braune Verfärbung von Lebensmitteln. Sie entsteht durch unterschiedliche chemische Reaktionen. Die Lebensmittelbräunung wird in enzymatische Bräunung (unter Einwirkung von Enzymen) und nichtenzymatische Bräunung (ohne Einwirkung von Enzymen) unterteilt.

## Eigenschaften
Bei der Herstellung und Lagerung von Lebensmitteln ist die Bräunung von Lebensmitteln eine der wichtigsten chemischen Reaktionen. Die Lebensmittelbräunung wirkt sich neben der Färbung auf den Geschmack, den Nährstoffgehalt und den Wert eines Lebensmittels aus. Während viele Lebensmittelbräunungen unerwünscht sind und als Teil eines Verderbs des Lebensmittels angesehen werden, gibt es auch erwünschte Bräunungen bei der Herstellung von Lebensmitteln, beispielsweise beim Backen von Brot oder beim Anbraten von Fleisch oder Kartoffeln. Bei der industriellen Herstellung von Lebensmitteln werden verschiedene Methoden zur Vermeidung einer unerwünschten Lebensmittelbräunung verwendet.

### Enzymatische Bräunung

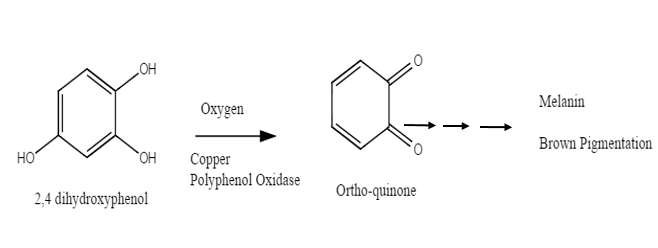
Beispielreaktion der Polyphenoloxidase

Die enzymatische Bräunung entsteht durch eine Oxidation von phenolischen Stoffen in Anwesenheit von Luftsauerstoff zu Chinonen durch die Polyphenoloxidase und erfolgt insbesondere in Obst, Gemüse, Fisch und Meeresfrüchten. Die Cofaktoren der Polyphenoloxidase sind Kupferionen. In Folge der Reaktionen der Polyphenoloxidase reagieren die elektrophilen Chinone mit den nukleophilen Aminogruppen. Anschließend werden über nichtenzymatische Reaktionen polymere Melanoidine gebildet. Die Bräunungsrate korreliert mit der Konzentration der Polyphenoloxidase im Lebensmittel. Daher werden Methoden zur Minderung der Lebensmittelbräunung durch Hemmung der Polyphenoloxidase untersucht. Neben der Polyphenoloxidase werden Chinone auch durch die Laccase gebildet.

### Nichtenzymatische Bräunung

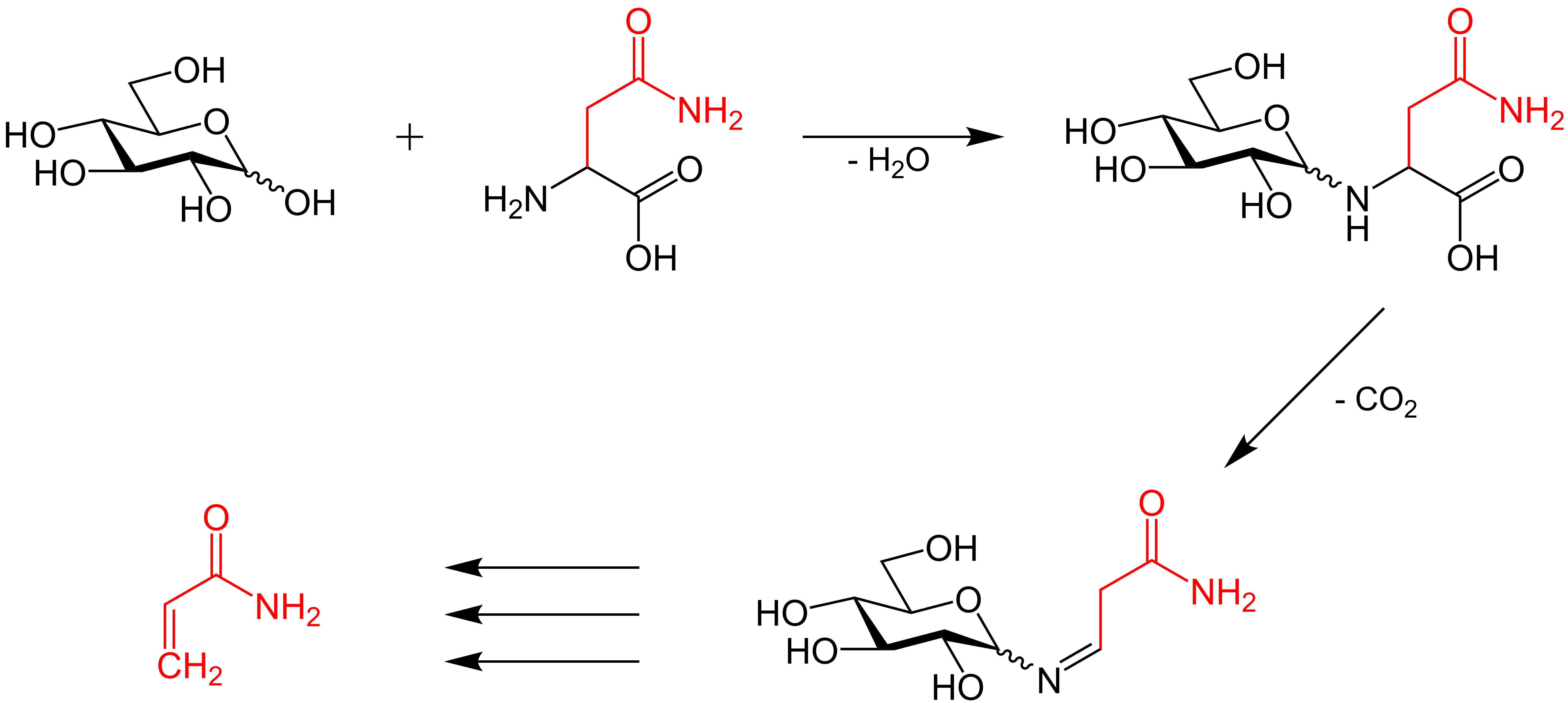
Beispielreaktion der Maillardreaktion mit Asparagin

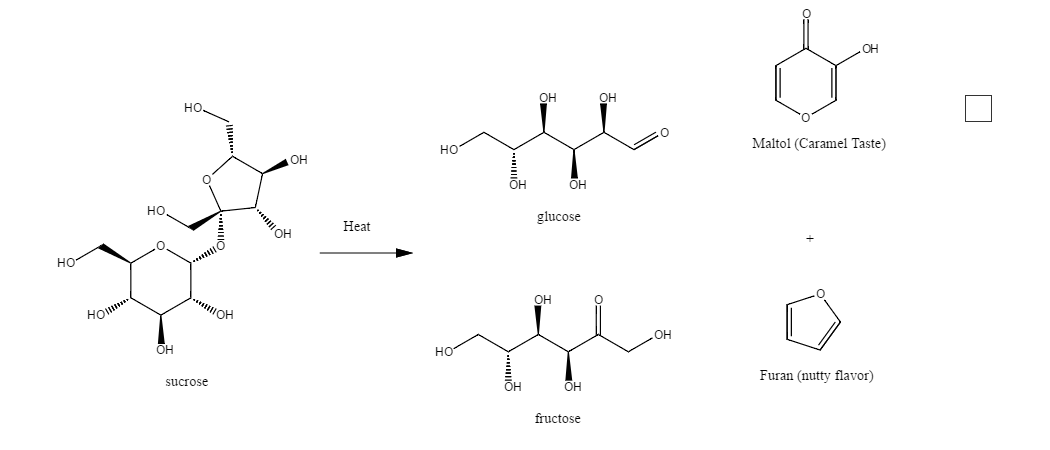
Beispielreaktion der Karamellisierung mit Saccharose

Die nichtenzymatische Bräunung bezieht sich vor allem auf die Reaktion von Amin-haltigen Stoffen (wie Aminosäuren, Peptide und Proteine) mit den Carbonylgruppen von reduzierenden Zuckern, Ascorbinsäure (Vitamin C), den Oxidationsprodukten der Ascorbinsäure oder oxidierten Fetten über die Maillard-Reaktion. Bei trockenen Gartechniken wie Braten, Backen oder Frittieren wird die Bräunung beschleunigt. Dabei laufen die verschiedenen Reaktionen parallel ab. Daneben entsteht eine Bräunung von Lebensmitteln über die Karamellisierungsreaktion.

## Hemmung der Lebensmittelbräunung

### Hemmung der enzymatischen Bräunung
Säuren wie beispielsweise die Zitronensäure und Ascorbinsäure aus Zitronensaft senken den pH-Wert und entfernen die Kupferionen aus dem aktiven Zentrum der Polyphenoloxidase, beispielsweise bei Äpfeln. Zitronensäure ist nebenbei ein Chelator und bindet Kupferionen, ebenso binden manche Proteine Kupferionen. Ascorbinsäure senkt als Antioxidans die Konzentration an Sauerstoff durch Reaktion. Garen von Lebensmitteln führt zu einer Denaturierung der Proteine, einschließlich der Polyphenoloxidase, deren Enzymaktivität dadurch verloren geht. Kühlen und Tiefkühlen senken die Enzymaktivität der Polyphenoloxidase. Ein Sauerstoffentzug durch Vakuumverpackung oder Schutzgasverpackung hemmt ebenfalls die Bräunung. Die enzymatische Bräunung kann durch Hemmstoffe der Polyphenoloxidase gemindert werden. Daher werden Hemmstoffe der Polyphenoloxidase und der von ihr katalysierten Reaktion untersucht, wie beispielsweise Ascorbinsäure, Methyl-trans-Zimtsäure, 2R,3R-Dihydromyricetin, Omeprazol, Benzylidenaceton, Benzylaceton, 4-Phenyl-2-butanol, verschiedene Hydroxypyridinone, Glykolsäure, Salicylsäure, Abscisinsäure, Phytinsäure, Gewürznelkenöl und das darin enthaltene Eugenol, die Aminosäure Cystein, das Tripeptid Glutathion (Glutaminsäure-Cystein-Glycin, Kurzschreibweise ECG), Maillard-Reaktionsprodukte von Glucose oder Fructose mit Cystein oder Glutathion, das Heptapeptid Isoleucin-Glutamin-Serin-Prolin-Histidin-Phenylalanin-Phenylalanin (Kurzschreibweise: IQSPHFF), Propylgallat, Natriummetabisulfit, Extrakte von Chilischoten, Ananas und erhitzten Küchenzwiebeln, erhitzte Extrakte der Nektarine, sowie Extrakt der Miesmuschel.

### Hemmung der nichtenzymatischen Bräunung
Die nichtenzymatische Bräunung kann durch verschiedene Methoden verlangsamt werden. Darunter fallen unter anderem die chemische Modifikation und die Entfernung von Reaktanden und Reaktionsprodukten, die Vermeidung der Oxidation durch Zugabe von Antioxidantien (beispielsweise durch Ascorbinsäure) und die Veränderung der Zusammensetzung des Lebensmittels.